# Де Кордова, Фред
Фредерик (Фред) Тимминс де Кордова (англ. Frederick 'Fred' Timmins de Cordova; 28 октября 1910, Нью-Йорк — 15 сентября 2001, Лос-Анджелес) — американский режиссёр театра, кино и телевидения, продюсер телевизионных программ «Шоу Джека Бенни» и The Tonight Show. Многократный номинант и 4-кратный лауреат премии «Эмми».

## Биография
Родился в Нью-Йорке, в детстве постоянно переезжал вместе с родителями. Поступил в школу права Гарвардского университета, но во время учёбы решил, что хочет посвятить себя театру и в 1933 году был принят на работу в бродвейский театр «Шуберт». Начинал с работы посыльным, позже стал помощником режиссёра, а затем режиссёром. Ставил спектакли до 1943 года — последней работой в театре стало ревю «Безумства Зигфелда» с участием Милтона Берла, Артура Тричера и Илоны Мэсси.
С 1942 года начал сотрудничать с компанией Warner Bros. как режиссёр диалогов и перебрался в Голливуд. С 1945 года выступал в качестве главного режиссёра и в общей сложности снял более 50 лент, но эти фильмы в основном были малобюжетными и не предполагали участия ведущих звёзд. Среди наиболее известных фильмов де Кордовы были «С женщинами так» (англ. That Way With Women), «Графиня Монте-Кристо», «Девушка, которая завоевала Запад», «А вот и Нельсоны» (с участием Оззи и Харриет Нельсон и их сыновей) и «Уж лучше в Швецию!» (англ. I'll Take Sweden, с Бобом Хоупом). Комедия «Бонзо пора спать», снятая де Кордовой в 1951 году и рассказывавшая об университетском профессоре, усыновляющем шимпанзе, получила широкую известность позже, когда исполнитель главной роли Рональд Рейган занялся политикой, и стала основой для многочисленных шуток в его адрес.
В 1950-е годы начал карьеру на телевидении, где, в частности, был режиссёром и продюсером комедийных сериалов «Декабрьская невеста» (англ. December Bride) и «Мои три сына» (англ. My Three Sons), программы комического дуэта «Бернс и Аллен», «Шоу Джека Бенни» и многочисленных специальных программ-бенефисов Бинга Кросби, Клодетт Кольбер, Ноэла Кауарда, Лорен Бэколл и других знаменитостей. В 1970 году стал продюсером программы The Tonight Show, которую к тому моменту уже восемь лет вёл Джонни Карсон; с 1984 года — исполнительный продюсер этой программы, которую продолжал делать до ухода Карсона на покой в 1992 году. После того как ведущим передачи стал Джей Лено, де Кордова остался в ней как исполнительный консультант. В качестве продюсера постоянно тесно работал с Карсоном и прославился способностью принимать мгновенные решения по ходу программы, позволявшие ей идти в эфире без помех и накладок.
Получив свою первую номинацию на премию «Эмми» в 1963 году за «Шоу Джека Бенни», де Кордова впоследствии много раз номинировался на эту награду с Tonight Show и четырежды (в 1977—1979 и 1992 годах) становился её лауреатом. Умер в сентябре 2001 года в возрасте 90 лет в больнице Фонда кино и телевидения в Вудленд-Хиллзе (Лос-Анджелес).